# Under the Crescent
Under the Crescent foi um seriado estadunidense produzido em 1915 pela Universal Pictures, na categoria drama, dirigido por Burton L. King. Este seriado é considerado perdido. O seriado é estrelado pela atriz de teatro Ola Humphrey, e se baseia em um acontecimento de sua vida.

## Sinopse
Uma série de seis episódios que envolvem as aventuras de uma atriz norte-americana no Antigo Egito. A trama se baseia na história da vida real da atriz Ola Humphrey, em seu casamento com o príncipe egípcio Ibrahim Hassan, em 1911.

## Elenco
- Ola Humphrey – A atriz norte-americana[3]
- William C. Dowlan - Stanley Clyde
- Edward Sloman - Príncipe Ibrahim Tousson
- Helen Wright - Princesa Ousson
- Carmen Phillips - Princesa Uarda
- William Quinn - Said Pasha
- Henry Canfield - Sir Godfrey (creditado como H.E. Canfield)
- Orrall Humphrey - Meheimit Ali
- Edna Maison - Princesa Zohna

## Capítulos
1. The Purple Iris
2. The Cage of The Golden Bars
3. In The Shadows of The Pyramids
4. For The Honor of A Woman
5. In The Name of The King
6. The Crown of Death

## O Seriado no Brasil
A estreia brasileira foi no Íris Theatre, em São Paulo, a 26 de março de 1916 com o título “Sob o Domínio da Meia Noite”. Também foi traduzido, alternativamente, “Sob o Domínio da Meia Lua”.